# Богданович, Ненад
Ненад Богданович (серб. Ненад Богдановић; 12 мая 1954, Бешка, Воеводина — 27 сентября 2007, Белград) — сербский политик, мэр Белграда (2004—2007). 

## Биография
Родился 12 мая 1954 года в деревне Бешка. Он получил среднее образование в Математической гимназии Белграда, а затем окончил электротехнический факультет Белградского университета, получив степень магистра наук.
В 1992 году Богданович стал членом Демократической партии, а в следующем году был избран председателем городского правления партии в Земуне. В 2001 году он стал депутатом Национальной скупщины Сербии.
В октябре 2004 года Богданович был избран мэром Белграда. На этом посту он пробыл до своей смерти 27 сентября 2007 года . Обязанности главы столицы взяли на себя сначала Зоран Алимпич, а затем Бранислав Белич. В августе 2008 года его сменил Драган Джилас.